# Fiançailles
«Fiançailles» —«Compromiso» en francés— es un sencillo de la banda japonesa LAREINE, lanzado el 26 de mayo de 1999.
Alcanzó el número # 21 en el ranking del Oricon Style Singles Weekly Chart.

## Lista de canciones
| CD   |               |          |  |
| N.º  | Título        | Duración |  |
| 1.   | «Fiançailles» | 4:59     |  |
| 2.   | «Je t'aime»   | 4:55     |  |
| 9:34 |               |          |  |